# Egon Krenz
  Egon Krenz  (alemany: Egon Rudi Ernst Krenz)  (Kołobrzeg, 19 de març de 1937) és un antic polític alemany, considerat com el darrer líder comunista de la República Democràtica Alemanya (RDA) durant les revolucions de 1989, abans de la seva dissolució. Va succeir a Erich Honecker com a secretari general del governant Partit Socialista Unificat d'Alemanya (SED), però es va veure obligat a dimitir només unes setmanes més tard quan va caure el mur de Berlín.
Al llarg de la seva carrera, Krenz va ocupar una sèrie de llocs destacats a la SED. Va ser diputat de Honecker des de 1984 fins que el va succeir el 1989 durant de les protestes contra el règim. Krenz no va tenir èxit en el seu intent de retenir el poder del règim comunista. El SED va renunciar al seu monopoli de poder unes setmanes després de la caiguda del mur de Berlín, i Krenz es va veure obligat a dimitir poc després. Va ser expulsat del partit successor del SED el 21 de gener de 1990. L'any 2000, va ser condemnat a sis anys i mig de presó per homicidi involuntari pel seu paper en el règim comunista. Després de sortir de la presó el 2003, es va retirar a la petita ciutat de Dierhagen a Mecklenburg-Vorpommern. Va romandre en llibertat condicional fins al final de la seva condemna el 2006.

## Biografia
Krenz va néixer de pares alemanys a Kolberg, llavors part de l'Alemanya nazi al que ara forma part de Polònia. La seva família es va reassentar a Damgarten el 1945 durant la repatriacions massives i expulsions d'alemanys de Polònia al final de la Segona Guerra Mundial.
La seva família fou reallotjada de la zona el 1944, després de l'avanç de l'Exèrcit Roig cap a Berlín. Va créixer en la República Democràtica Alemanya després de la Segona Guerra Mundial i el 1955 es va afiliar al Partit Socialista Unificat d'Alemanya (SED). Va ocupar nombrosos càrrecs durant la RDA, sent secretari general de la FDJ, diputat i membre del Comitè Central del SED. El 1983 va ser triat membre del seu Politburó. Després de les nombroses mobilitzacions contra el règim de finals de 1989, Erich Honecker va ser forçat a dimitir el 18 d'octubre, i fou substituït per Egon Krenz en la secretaria general del SED i en la Presidència de l'Estat de la RDA. Sobrepassat pels esdeveniments, durant el seu mandat va començar a ser enderrocat el Mur de Berlín i va col·lapsar l'estructura de l'Estat de la RDA. Davant aquesta situació, Krenz va dimitir dels seus càrrecs el 7 de desembre i el 1990 va ser expulsat del nou Partit del Socialisme Democràtic (PDS).
El 1997 va ser processat per les autoritats de la RFA, acusat de la mort de persones que van intentar escapar il·legalment a través del Mur de Berlín i de "frau electoral". Krenz va recórrer la sentència al·legant que no podia ser jutjat per lleis d'altre Estat per fets que van ocórrer en la RDA, encara que el 1999 va ser definitivament empresonat.
L'any 2003 va ser alliberat després de complir la meitat de la seva condemna i es va retirar a la tranquil·la població de Dierhagen, a Mecklenburg. Krenz és un dels pocs antics dirigents del SED que ha continuat defensant fins avui la necessitat de reconstruir l'antiga República Democràtica Alemanya.